# Ctenus monticola
Ctenus monticola este o specie de păianjeni din genul Ctenus, familia Ctenidae, descrisă de Bryant, 1948. Conform Catalogue of Life specia Ctenus monticola nu are subspecii cunoscute.